# Daimler Motor Company
Daimler — c 1896 года британская автомобильная марка, принадлежавшая компании Daimler Motor Company со штаб-квартирой в Ковентри. Компания получила название в связи с приобретением патента на двигатели у Готтлиба Даймлера, использование его фамилии позже было согласовано и с ним лично, и с компанией Daimler Motoren Gesellschaft. Daimler Motor Company никогда не принадлежала одноименной немецкой компании.
В 1910 году Daimler в связи с финансовыми проблемами продается Birmingham Small Arms Company (BSA). Выпускала двигатели, легковые и грузовые автомобили и автобусы.  В 1960 Daimler у BSA покупает Jaguar Cars. В 1966 Jaguar Cars входит в состав British Motor Corporation,которая сливается с Leyland в 1968 году. После этого Daimler перестала разрабатывать собственные конструкции автомобилей, и к 1970 году выпускала только лимузин DS420, созданный на основе Jaguar X, и модель Sovereign, представлявшую собой модификацию Jaguar.
Холдинг British Leyland вывел из своего состава Jaguar Cars, компания была приватизирована.
Марка Daimler в составе Jaguar Cars в 1990 году приобретена Ford Motor Company. 2 июня 2008 года корпорация Ford, владеющая брендами Daimler, Jaguar и Land Rover, объявила об их продаже компании Tata Motors, которая сообщила о планах создать под маркой Daimler новые модели, конкурирующие с Rolls-Royce и Bentley, однако вместо этого бренд перестал использоваться вообще.